# Ramat Porija
Ramat Porija (hebrejsky: רמת פוריה) je horský hřbet o nadmořské výšce cca 200 metrů v severním Izraeli, v Dolní Galileji.
Leží cca 4 kilometry jižně od centra města Tiberias. Má podobu úzké a podlouhlé náhorní terasy, která vystupuje nad západní břehGalilejského jezera. Vrcholová partie je převážně odlesněná, zčásti zemědělsky využívaná, zčásti ji zabírá soustava zemědělských vesnic Porija Neve Oved (a areál Nemocnice Porija), Porija Ilit, Porija Kfar Avoda a Alumot, které v severojižním směru propojuje lokální silnice 768. Na východní straně terén prudce spadá směrem ke Galilejskému jezeru, kam směřují četná vádí: Nachal Ajiš, Nachal Jachci'el a Nachal Šalem. Tento svah je turisticky využíván. Od Galilejského jezera sem stoupá lokální silnice 767. Na úpatí stojí na břehu jezera obec Kineret. Na západních svazích terén klesá do odlesněného a zemědělsky využívaného údolí Bik'at Javne'el. Tam také odtud směřují vádí Nachal Porija a Nachal Cejdata. Údolí odvodňuje vádí Nachal Javne'el, jež jej opouští soutěskou podél jižního okraje svahů Ramat Porija. Pouze na severní straně terén plynule navazuje na pokračování této vyvýšené hrany s vrchem Har Menor.